# گرمی‌لی
گرمی‌لی (به لاتین: Germili) یک منطقه مسکونی در جمهوری آذربایجان است که در شهرستان جلیل‌آباد واقع شده است.